# Un homme à la hauteur
Un homme à la hauteur is een Franse film uit 2016, geregisseerd door Laurent Tirard. De film is een remake van de Argentijnse film Corazón de León uit 2013 van Marcos Carnevale.

## Verhaal
Diane is een advocate die samen met haar ex-man Bruno een advocatenkantoor leidt. Nadat ze haar mobiele telefoon verliest, wordt ze opgebeld door de persoon die hem gevonden heeft. Alexandre lijkt een charmante man en ze spreken af om elkaar de volgende dag te ontmoeten. Diana schrikt wanneer ze ontdekt dat Alexandre slechts 1m36 groot is. Niettemin spreken ze verder met elkaar af en wordt Diane zonder het te willen verliefd op hem.

## Rolverdeling
| Acteur             | Personage |
| ------------------ | --------- |
| Jean Dujardin      | Alexandre |
| Virginie Efira     | Diane     |
| Cédric Kahn        | Bruno     |
| César Domboy       | Benji     |
| Manöelle Gaillard  | Nicole    |
| Stéphanie Papanian | Coralie   |